# Nicolae Teclu (metrostation)
Nicolae Teclu is een metrostation in de Roemeense hoofdstad Boekarest, dat bediend wordt door lijn M3 van de metro van Boekarest. 
Het station werd geopend op 20 november 2008 als onderdeel van de oostelijke verlenging van lijn 3. Deze verlenging voert van het station Nicolae Grigorescu dat ook bediend wordt door metrolijn 1 oostwaarts naar het station Anghel Saligny, dit laatste initieel Linia de centura genoemd.  Het eerste half jaar na de opening werd de dienst verzekerd door een aparte treindienst die het korte traject tussen de stations Nicolae Grigorescu en (toen nog) Linia de centura verzorgde, en de reizigers voor verdere verplaatsingen verplichtte in Nicolae Grigorescu over te stappen. 
Vanaf 4 juli 2009 evenwel werd het station een volwaardige halte van metrolijn 3. De dichtstbijzijnde stations rond het station Nicolae Teclu zijn 1 Decembrie 1918 in westelijke richting en de terminus Anghel Saligny in oostelijke richting.
Het station in het zuidoosten van de stad bedient de Industriezone Policolor Industrial Area en de Theodor Palladyboulevard, gelegen in Sector 3.  Om die reden was de eerste naam van dit metrostation Policolor.
In juni 2009 werd het station na een volksraadpleging op voordracht van het metrobestuur hernoemd naar metrostation Nicolae Teclu, als eerbetoon aan Nicolae Teclu, een Roemeense scheikundige.